# رود وولچینا
رود وولچینا (انگلیسی: Volchina)  یک رودخانه در استان تور کشور روسیه است.